# Accra Medaille
De "Accra Madalyasi", werd in 1840 door de Turkse Sultan Abdülmecit de Eerste (1839-1861) ingesteld. Deze campagnemedaille werd voor de Britse bondgenoten ingesteld want de Britse vloot had met haar geschut op 9 december 1840 het kruitmagazijn van de vesting in Aka, men noemt de plaats ook Acre, Saint Jean D'Acre of Akka in de lucht gejaagd en daarmee de opmars van de opstandige Muhammad 'Ali Pasha, de vazal die namens de Ottomaanse heerser over Egypte regeerde, wist te stuiten.
De Sultan stelde de medaille ter beschikking van de Britse admiraliteit die op haar beurt bepaalde dat al diegenen die een "Syria" gesp op hun "Naval General Service Medal" mochten dragen ook deze medaille mochten ontvangen en opspelden.
Er werden medailles in vier graden verleend.
- De met grote roosgeslepen diamanten omrande grote gouden medaille met een doorsnede van 29 millimeter.

Deze medaille droeg de sultan zelf.
- De met roosgeslepen diamanten omrande gouden medaille met een doorsnede van 29 millimeter
- De met kleine roosgeslepen omrande ingezette gouden medaille met een doorsnede van 29 millimeter

Deze medailles waren voor de Grootvizier en de ministers. Zo vierden zij het herstel van hun macht met behulp van een vreemde mogendheid.
Voor de Britse officieren en matrozen waren er drie of vier verschillende medailles.
- De gouden medaille met een doorsnede van 29 millimeter
- De zilveren medaille met een doorsnede van 29 millimeter
- De verzilverd bronzen medaille met een doorsnede van 29 millimeter. Misschien was dit niet meer dan een goedkope uitvoering van de zilveren medaille.
- De bronzen medaille met een doorsnede van 29 millimeter.

Op de voorzijde van de medaille staat de tughra van Sultan Abdülmecit I in een lauwerkrans en op de keerzijde een afbeelding van het kasteel van Accra met daaromheen zes sterren en de in het Arabisch gestelde opdracht " Het volk van Syrië". Het lint voor de gouden medailles is van roze gewaterde zijde met witte boorden en voor de andere medailles zalmroze, maar niet gewaterd, met witte boorden. Alle medailles werden doorboord om ze zo aan het lint te kunnen hangen.
Er is een zilveren medaille bekend met op de voorzijde een vlag boven een kleine tughra en op de keerzijde het opschrift "ACRE - 1840 - SYRIA".
Medailles en eretekens van het Ottomaanse Rijk

Chelengk · 
Orde van het Huis van Osman · 
Orde van het Verheven Portret · 
Orde van de Halve Maan · 
Orde van de Glorie · 
Orde van de Eer · 
Hoge Orde van de Eer · 
Orde van Osmanie · 
Orde van Mejidie · 
Orde van Liefdadigheid · 
Orde van Onderwijs · 
Orde van het Ottomaanse Parlement · 
Orde van Verdienste voor de Landbouw ·
Medaille van de Orde van de Eer · 
Liyakat Medaille · 
IJzeren Halve Maan · 
De lijst van 21 Turkse campagnemedailles

Medailles en ertetekens van de Turkse Republiek

Turkse Onafhankelijkheidsmedaille · 
Orde van Verdienste van de Turkse Strijdkrachten · 
Legioen van Aanbeveling van de Turkse Strijdkrachten · 
Legioen van Eer van de Turkse Strijdkrachten · 
Legioen van Verdienste van de Turkse Strijdkrachten · 
Medaille van Eer van de Turkse Strijdkrachten · 
Medaille van de Strijdkrachten voor Belangrijke Diensten · 
Medaille van de Strijdkrachten voor Opvallende Moed en Zelfopoffering · 
Medaille voor Eervolle Vermelding van de Turkse Strijdkrachten · 
Medaille voor Prestaties van de Turkse Strijdkrachten